# Horace Lamb
Horace Lamb   (Stockport, 27 de novembre de 1849 - Cambridge, 4 de desembre de 1934) va ser un matemàtic anglès, conegut pels seus treballs en física matemàtica.

## Vida i Obra
Lamb, fill d'un capatàs d'una fàbrica de cotó conegut per les seves millores en les màquines de filar, va guanyar una beca als disset anys per estudiar clàssiques al Queen's College de Cambridge, però va preferir començar els seus estudis al Owens College de Manchester (actualment Universitat de Manchester) on es va inclinar més per les matemàtiques. El 1868 va iniciar els seus estudis superiors al Trinity College (Cambridge) en el qual es va graduar el 1872, essent el segon wrangler i obtenint el premi Smith. Després de la seva graduació va ser escollit fellow del Trinity College.
El 1875 va obtenir la càtedra de matemàtiques de la universitat d'Adelaida (Austràlia) a on es va traslladar amb la seva muller. Tot i que va ser força actiu en l'ensenyament de la física matemàtica a Austràlia, es va sentir relativament aïllat dels cercles matemàtics britànics. Va tornar el 1885 a Anglaterra per ser professor de matemàtiques de la Universitat Victoria (actualment Universitat de Manchester), en la qual va romandre fins a la seva jubilació el 1920. Això no obstant, encara va continuar en la docència des de la Càtedra Honoraria Rayleigh que es va crear a la universitat de Cambridge per a ell.
L'obra principal de Lamb és un tractat sobre el moviment dels líquids, que va veure sis edicions entre 1879 i 1932, convertint-se, amb el títol Hydrodinamics, en el text de referència en la matèria. Lamb també va publicar llibres sobre estàtica, dinàmica, càlcul infinitesimal, ones elàstiques, dinàmica del so i física matemàtica.